# ホセ・ルイス・アリエタ
ホセ・ルイス・アリエタ（José Luis Arrieta、1971年6月15日 - ）は、スペイン、サン・セバスティアン出身の自転車競技（ロードレース）選手。

## 経歴
1989年、国内選手権・ジュニア部門ロードレース優勝。
1993年、バネスト（現 ケス・デパーニュ）と契約を結び、プロ転向。以後同チームに2005年まで在籍し、ミゲル・インドゥラインや、アレックス・ツェーレなどのアシストを務めた。
1996年、ツール・ド・フランス初出場、総合32位。
1999年、ツール・ド・フランス 総合46位、アンリ・デグランジュ記念賞獲得。
2001年、ジロ・デ・イタリア初出場、総合29位。
2004年、ブエルタ・ア・エスパーニャ初出場、総合28位。
2006年、フランシスコ・マンセボとともに、AG2R・ラ・モンディアルに移籍。ブエルタ・ア・エスパーニャ第19ステージ優勝、総合44位。
2010年まで同チームに所属し、シーズン終了後に引退した。
2012年からは古巣の後継チームであるモビスター・チームでアシスタント・スポーツディレクターを務めている。